# بالکن ۱۲۴۱۰۴
سیارک ۱۲۴۱۰۴ (به انگلیسی: 124104 Balcony، نامگذاری:2001HJ46) صد و بیست و چهار هزار و صد و چهارمین سیارک کشف شده‌است که در ۱۷ آوریل ۲۰۰۱ کشف شد.